# Lepidophyma gaigeae
Lepidophyma gaigeae (тропічна нічна ящірка Гейдж) — вид сцинкоподібних ящірок родини нічних ящірок (Xantusiidae). Ендемік Мексики. Вид названий на честь американської герпетологині Хелени Б'юли Томпсон Гейдж.

## Поширення і екологія
Тропічні нічні ящірки Гейдж поширені на півночі Керетаро та на північному сході Ідальго. Вони живуть в сосново-дубових лісах, що ростуть серед вапнякових скель і в каньйонах, трапляються в сухих чагарниках, на висоті від 1800 до 2200 м над рівнем моря. Живородні.

## Збереження
МСОП класифікує цей вид як вразливий. Lepidophyma gaigeae загрожує знищення природного середовища.